# Huangpu

District Huangpu

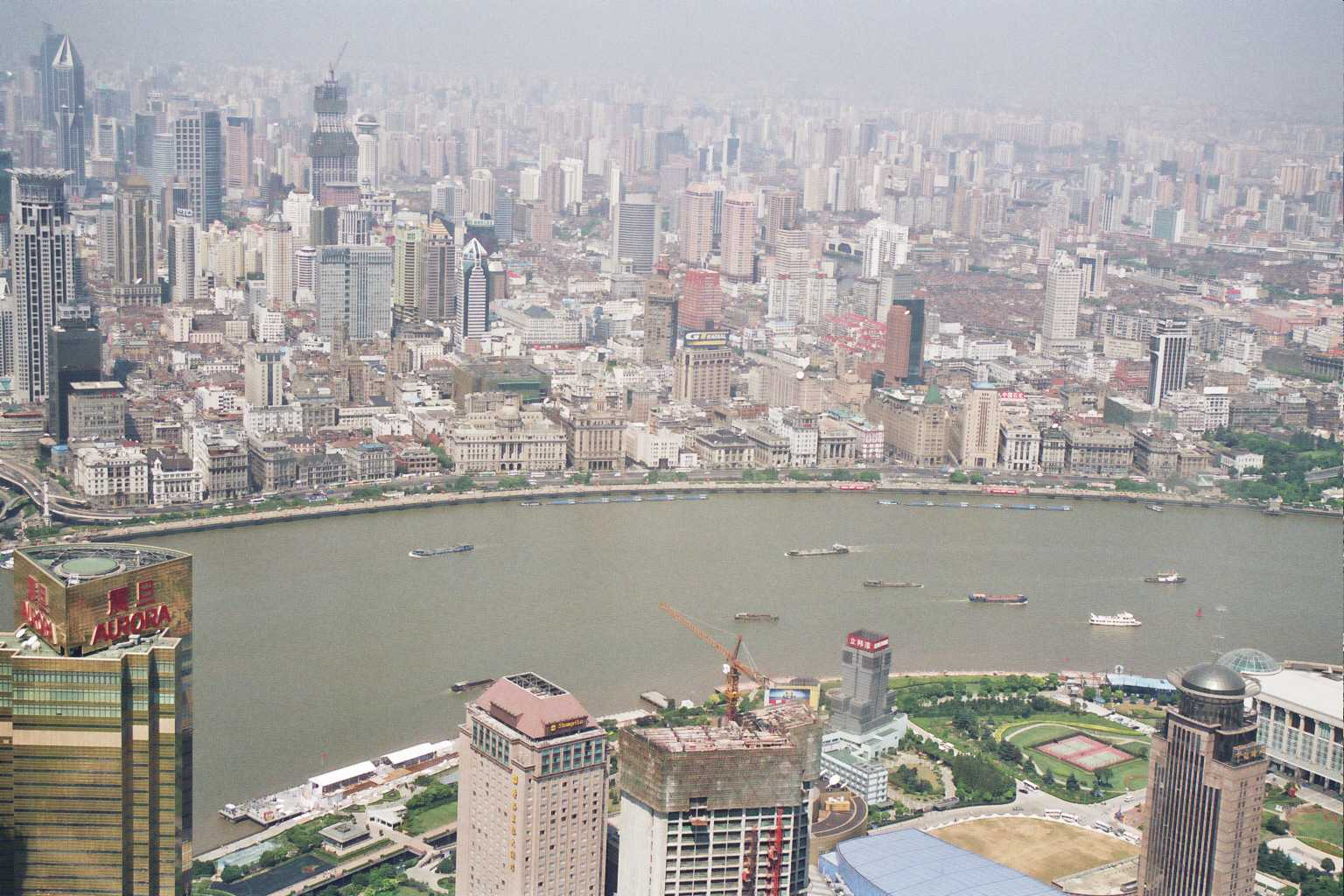
Zicht op Huangpu van over de rivier, aan de oever de Bund, daarachter de rest van het district Huangpu

Huangpu (Vereenvoudigd Chinees: 黄浦区, Traditioneel Chinees: 黄浦區, pinyin: Huángpǔ Qū) is een district in het centrum van Shanghai, in Puxi. Het district heeft een oppervlakte van 12,41 km² en telde 574.500 inwoners in 2002. Het nieuwe district is sinds 2000 de samenvoeging van het historische district Huangpu, die zijn naam gaf aan de rivier, de Huangpu Jiang, en het voormalig district Nanshi.

## Nanshi
Het historische district Nanshi is het oude historische hart van Shanghai. Binnen zijn grenzen bevond zich de oude omwalde stad en de dokken van de historische haven, aan beide zijden van de Huangpu Jiang. Ten noorden van dit district werd de Britse concessie uitgebouwd, wat later na samenvoeging met de Amerikaanse Concessie de Internationale Concessie van Shanghai zou worden. Dit stadsdeel werd door de plaatselijke bevolking de noordelijke stad genoemd, waarmee de historische stad werd aangeduid als Nanshi, letterlijk: zuidelijke stad. De wijk bevindt zich ten noorden van het district Luwan. Onder meer het Volksplein bevindt zich in dit district.
De Nanpubrug verbindt het voormalig district Nanshi met het oostelijke deel van de stad en het nieuwe zakencentrum van Pudong. In 1993 werd het gedeelte oostelijk van de rivier aan het nieuwe stadsdistrict Pudong toegewezen. In 2000 werd de rest van het district Nanshi toegevoegd aan het nieuwe district Huangpu.

## Huangpu
De Internationale Concessie van Shanghai werd het oude district Huangpu, voor de fusie met Nanshi. Deze wijk groeide snel uit tot het commercieel hart van Shanghai. De oostrand wordt gevormd door de rivier; aan de westelijke oever van de rivier is de Bund uitgegroeid tot het financieel hart met heel wat bankinstellingen, verkoopshuizen, hotels en ambassades.
Het stadsbestuur bevond zich altijd in Huangpu, in opeenvolgende gebouwen. Het stadhuis staat aan het Volksplein.